# N821i
Super Doccimo N821i（スーパー ドッチーモ エヌ はち にー いち アイ）は、日本電気(NEC)のNTTドコモの第二世代携帯電話(mova)・PHS（ドッチーモ）端末である。

## 概要
携帯電話とPHSを一台に兼ね備えたNTTドコモのドッチーモ。これにiモードが付けられた「スーパードッチーモ」シリーズが2000年に登場した。この端末はNECで最初で最後のスーパードッチーモである。スーパードッチーモシリーズでは2番目に発売された。
大画面iモード端末として、当時大ヒットしたN502iをベースにしていて、デザイン、機能ともに共通点が多い。着信メロディはFM音源4和音。

## 歴史
- 2000年4月6日　 テレコムエンジニアリングセンター(TELEC)による技術基準適合証明（技術基準適合証明番号WAA0094563～0094612、JZAA0195560～0195609）
- 2000年4月13日　TELECによる技術基準適合証明の工事設計認証（工事設計認証番号WAA0063、JZAA0077）
- 2000年4月28日　電気通信端末機器審査協会による技術基準適合認定の設計認証（設計認証番号A00-0423JP、J00-0116）
- 2000年7月10日　ドコモから発表。
- 2000年7月14日　発売
- 2008年1月7日　 PHSサービス終了によりこの日以降に使用できるのはmovaのみとなる。
- 2012年3月31日　movaサービス終了により使用はこの日限りとなる。